# Нефтедобыча
Нефтедобы́ча — подотрасль нефтяной промышленности, отрасль экономики, занимающаяся добычей природного полезного ископаемого — нефти.
Нефтедобыча — сложный производственный процесс, включающий в себя геологоразведку, бурение и строительство скважин, их ремонт, очистку добытой нефти от воды, серы, парафина и многое другое. 

## Способы нефтедобычи
Разработка месторождений нефти производится путём строительства нефтяных скважин, шахтным методом, карьерным методом, путём сочетания методов.
По способам извлечения скважинной жидкости современные методы нефтедобычи делятся на:
- фонтан (выход флюида происходит за счёт разности давления в продуктивном пласте и давления на устье скважины);
- газлифт;
- насосно-компрессорная добыча, в том числе с использованием различных видов насосов:
  - установка электроприводного центробежного насоса (УЭЦН);
  - установка электроприводного плунжерного насоса (УЭПН);
  - установка электроприводного винтового насоса (УЭВН);
  - установка штангового скважинного насоса (УШСН);
  - установка винтового штангового насоса (УВШН);
  - установка струйного насоса.

и др.

## История
Нефть известна человечеству с древнейших времён. Раскопками на берегу Евфрата установлено существование нефтяного промысла за 6000—4000 лет до н. э. В то время её применяли в качестве топлива, а нефтяные битумы — в строительном и дорожном деле. Нефть известна была и в Древнем Египте, где она использовалась для бальзамирования покойников. Плутарх и Диоскорид упоминают о нефти, как о топливе, применявшемся в Древней Греции. Около 2000 лет назад было известно о её залежах в Сураханах около Баку (Азербайджан). К XVI веку относится сообщение о «горючей воде — густе», привезённой с Ухты в Москву при Борисе Годунове.
Несмотря на то, что с XVIII века предпринимались отдельные попытки очищать нефть, она всё же использовалась почти до 2-й половины XIX века в основном в натуральном виде. На нефть было обращено большое внимание только после того, как было доказано в России заводской практикой братьев Дубининых (с 1823 года), а в Америке химиком Бенджамином Силлиманом (1855), что из неё можно выделить керосин — осветительное масло, подобное фотогену, получившему уже широкое распространение и вырабатывавшемуся из некоторых видов каменных углей и сланцев. 
Первая скважина на нефть (разведочная) промышленным способом была пробурена на Апшеронском полуострове в 1847 году.
В США группа инвесторов во главе с Эдвином Дрейком построила первую в мире промышленную эксплуатационную скважину недалеко от города Тайтесвилл в штате Пенсильвания, которая 27 августа 1859 года дала первую нефть. Этот день принято считать днем начала нефтяной эры. Очень скоро было пробурено множество подобных скважин. В 1865 году добыча нефти недалеко от Питхоул Сити в Пенсильвании составляла около 2/3 от всего мирового объёма добычи того времени. 
Первая эксплуатационная скважина в России была пробурена на реке Кудако на Кубани в 1864 году.

## Методы нефтедобычи
Выделяют три метода нефтедобычи, в зависимости от давлений в нефтеносном пласте и способов его поддержания

### Первичный метод
Нефть поступает из пласта под действием естественных сил, поддерживающих высокое давление в пласте, например, замещения нефти подземными водами, расширения газов, растворенных в нефти, и др. Коэффициент извлечения нефти (КИН) при этом методе составляет 5—15 %.
В одних случаях давление в пласте достаточно для того, чтобы нефть поднялась до поверхности. В других случаях требуется использование насосов: погружных, штанговых (используются вместе со станком-качалкой), электрических (например, ЭЦН), технологий Эрлифт или Газлифт.

### Вторичный метод
После исчерпания естественного ресурса поддержки давления, когда оно уже недостаточно для подъёма нефти, начинается применение вторичных методов. В пласт подводят внешнюю энергию в виде закачиваемой жидкости (пресной воды), природного или попутного газа . Методы достигают КИН около 30 %, в зависимости от свойств нефти и пород резервуара. Суммарный КИН после применения первичных и вторичных методов находится обычно в пределах 35—45 %.
Закачивание воды значительно повышает обводненность нефти, поднимаемой из скважины, иногда вплоть до 95 %, что требует значительных усилий для их разделения.

### Третичный метод
Третичные методы (ранее Tertiary oil recovery, затем чаще стал употребляться термин enhanced oil recovery) увеличивают подвижность нефти для увеличения нефтеотдачи. Данные методы позволяют повысить КИН ещё на 5—15 %.
Один из вариантов третичных методов, TEOR, связан с нагревом нефти в пласте для уменьшения её вязкости. Часто применяется закачивание водяного пара, иногда также используют сжигание части нефти на месте (непосредственно в пласте).
Также в пласт могут закачиваться ПАВ (детергенты) для изменения поверхностного натяжения между водой и нефтью.
Третичный метод начинают использовать, когда вторичный перестает быть адекватным, но только при условии, что добыча нефти остается рентабельной. Таким образом, использование третичного метода зависит как от стоимости выбранного способа извлечения, так и от цен на нефть.
Наиболее широко (более 100 внедрений) применяются тепловые и газовые (CO2) третичные методы. В первом десятилетии XXI века за счёт третичных методов добывалось по оценкам Aramco около 3 миллионов баррелей в день (из них 2 миллиона — за счёт тепловых методов), что составляет около 3,5 % от общемировой нефтедобычи.